# Estiu Vermell
L'Estiu Vermell és el nom que rep el període d'incidents de l'estiu de 1919 als Estats Units, on la repressió de protestes racials va causar més d'un centenar de morts i nombrosos ferits. Diversos grups d'homes blancs van atacar poblacions negres i la resposta d'aquestes va incrementar els aldarulls al carrer de les ciutats amb més tensions ètniques, incloent-hi la capital.
La causa del descontentament radica en l'augment de l'atur després de la primera guerra mundial. La creixent població afroamericana omplia els llocs de treball menys qualificats, especialment en l'àmbit de la construcció del ferrocarril i la població blanca va protestar per la manca de feina per a tothom. El racisme instal·lat a al societat nord-americana va esclatar amb diversos conflictes que van iniciar-se com a protestes laborals i van degenerar en enfrontaments ètnics. Els linxaments, atacs a habitatges i violència urbana van fer mobilitzar la policia i els congressistes, els quals van acusar els bolxevics d'atiar les protestes. Diverses associacions en defensa dels drets civils van ser creades a conseqüència de l'Estiu Vermell.